# Purple Giraffe
Purple Giraffe är det andra avsnittet av första säsongen av TV-serien How I Met Your Mother. Det hade premiär på CBS den 26 september 2005.

## Sammandrag
Ted fixar tre fester för att han "vardagligt" ska få träffa Robin. Alla påverkas av detta då till exempel Barney vill bli av med en tjej han träffade på den första festen.

## Handling
Lily träffar Robin efter att Ted på den första dejten sagt att han älskar henne. Robin berättar för Lily att hon fortfarande är intresserad av honom, men hon tror att han vill ha ett alldeles för seriöst förhållande. När Ted får höra om samtalet bestämmer han sig för att försöka vara "casual".
Ett barn som gärna vill ha en lila giraff fastnar på insidan av en leksaksautomat och Robin rapporterar från händelsen. Ted ser henne på tv och springer iväg för att "råka" möta henne. Han berättar för henne att han ska ha en fest. Festen pågår i tre dagar, eftersom Robin får förhinder två gånger. 
När Robin väl dyker upp har Marshall tappat tålamodet. Han skriker, utan att vara medveten om att Robin hör, att Ted borde sluta vänta på henne och att han ska sluta ordna fester för hennes skull. Ted försöker släta över genom att säga att han har velat presentera henne för en annan kille. Killen visar sig heta Carlos. Men när Robin och Carlos går upp på den romantiska takterrassen bestämmer sig Ted för att konfrontera henne och försöka vinna tillbaka henne.
På taket kommer de fram till att de vill olika saker. Ted går motvilligt med på att bara vara vänner, och de går för att ta en drink. Robin säger att hon ska hjälpa Ted att hitta "den rätta". 
Under tiden är Lily så lycklig över att vara förlovad att hon har en ökad sexuell aptit. Marshall, som ska skriva en 25-sidig uppsats, får fullt upp. Han ser ut att inte hinna färdigt i tid, men efter två öl med de andra i baren får han ökat självförtroende. Han skriver uppsatsen natten före deadline och får betyget B-.
Barney får sin egen typ av relationsproblem. Han träffar en tjej som inte känner någon annan på den första festen. Den enda hon känner är Carlos, som hon arbetar tillsammans med. Barney tycker att Ted ska ha sex med henne, men när Ted säger nej raggar han själv upp henne. Irriterande nog för Barney dyker tjejen upp även på de följande festerna. Hon vill ha ett förhållande med honom. Barney blir av med henne genom att, med Ted som inspiration, säga att han älskar henne.

## Kulturella referenser
- Marshall kallar Ted "Gatsby" och refererar till Den store Gatsby.
- När Barney pratar om takterrassen säger han "The roof... the roof... the roof is on fire", vilket är refrängen i sången The Roof is on Fire av Rock Master Scott & the Dynamic Three.
- När Ted pratar med Robin på telefon säger han "Aint no thang but a chicken wang...", vilket är ett citat från filmen White Men Can't Jump och en sångtext av Outkast.